# 福建省霞浦第一中学
福建省霞浦第一中学，简称霞浦一中，位于中华人民共和国福建省霞浦县，是一所具有121年历史的全日制中学，1996年被确认为省普通中学二级达标学校，2014年被确认为福建省一级达标中学。

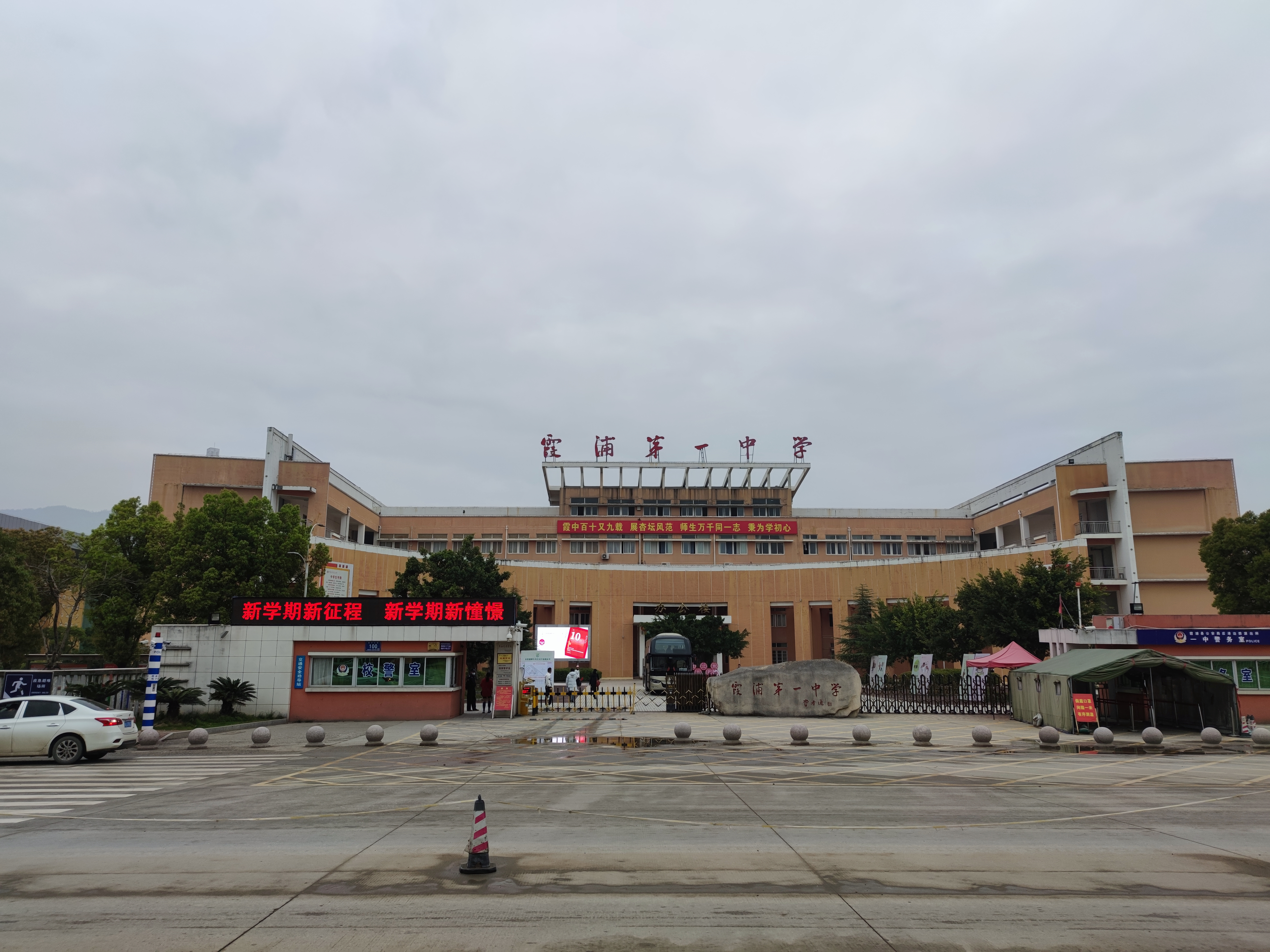
霞浦一中高中部校大门

## 学校历史

### 宁郡中学堂至省立霞中时期
1902年10月23日（光绪二十八年農曆九月二十二日），李增霨创办了宁郡中学堂。1907年（光绪三十三年）更名福宁府中学堂，校址迁往城北旧试院。1909年（宣统元年），学堂监督改称堂长，由时任知府兼任。1911年（宣统三年），福宁府中学堂改名为福宁中学校，改堂长为校长，首任校长为张如翰。
1915年（民国四年），福宁中学校改称为福建省立第三中学，许冠元为首任校长。1919年五四运动爆发后，游寿等人在霞浦响应，省立三中成立了学生会，后示威游行遭到时任县长张灿与时任校长周梦虞的阻挠:1-4。1922年（民国十一年），游学诚在县城创办的女子学校校舍失火，游遂将其并入省立三中:77-79，开创了闽东男女同校之先河:6, 179。
1923年（民国十八年），学校改称省立霞浦初级中学校。1933年（民国二十五年）学校校址迁往宁德三都澳，迁址后学校改名为福建省立三都中学。

### 简易乡师至县立中学时期
省立霞中迁址后，霞浦县原址打算停业招生:198。在王景元、徐登陛、黄鸣岐等人的努力下，省教育厅为缓和霞浦人的不满情绪，在霞浦县原址附设三都中学简易乡村师范部，由金天锋任乡师部主任，并继续招生。1935年（民国二十四年），在霞浦县政府的批准下，原乡师本科成立了霞浦县立简易乡村师范学校:45。1937年（民国二十六年）八月，在时任校长刘大琨提议下成立了霞安鼎三县联立初级中学，两年后福安、福鼎重新自行设立中学，联立初中改为霞浦县立初级中学。抗战时期，为避免敌机轰炸，学校先后临时迁往溪西、西关岭尾庵，1941年（民国三十年）8月林俊卿任校长时迁回原址，1948年（民国三十八年）9月，升格为完全中学，改名霞浦县立中学。:184

### 中华人民共和国成立至文革结束
1949年6月17日霞浦解放，9月校名去县立，改称霞浦县中学，停止招收高中生（直至1953年才恢复招生）。随后的土地改革运动与镇压反革命运动导致了一系列冤假错案，包括教导主任在内的部分教师被错杀。三年困难时期学校生源流失，县城经济困难，学校工作受到极大影响。1958年，学校改为今名福建省霞浦第一中学:26-38。
1966年文化大革命开始后，学校工作遭到严重破坏。文革期间学校实行革委会制度，朱雷夏为首任军代表:39-48。

### 改革开放后

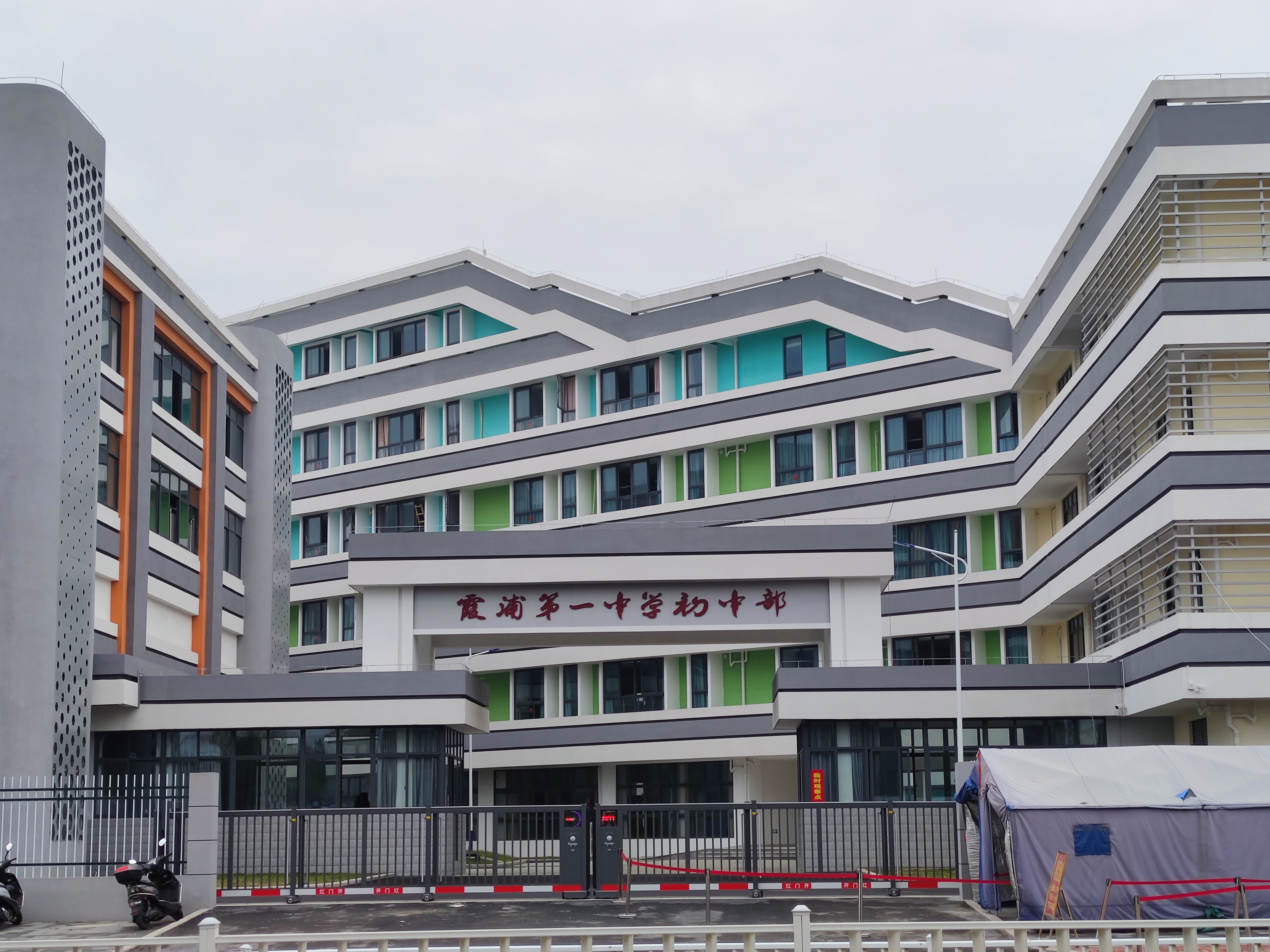
霞浦一中初中部的校大门

改革开放后，学校各项建制恢复正常运作，革委会撤销后，时任革委会主任詹其道复任校长:50。2008年7月14日，霞浦一中迁址，新校区位于霞浦县松港街道山河东路，面向沈海高速，占地214亩，建筑面积48920平方米，总投资1.3亿元。建成后开始招收高中新生，老校区转为霞浦六中使用，新校区于2009年开始招收初中新生。
2019年10月，霞浦一中正式实行全封闭式管理制度，并为缓解霞浦城区初中新生学位不足开始建设初中部新楼。2021年2月1日，初中部新楼正式竣工，而霞浦一中已提前一年开始扩大初中生接收规模。

## 历任领导
本列表列出了霞浦一中自建校以来的历任校领导:147-149。

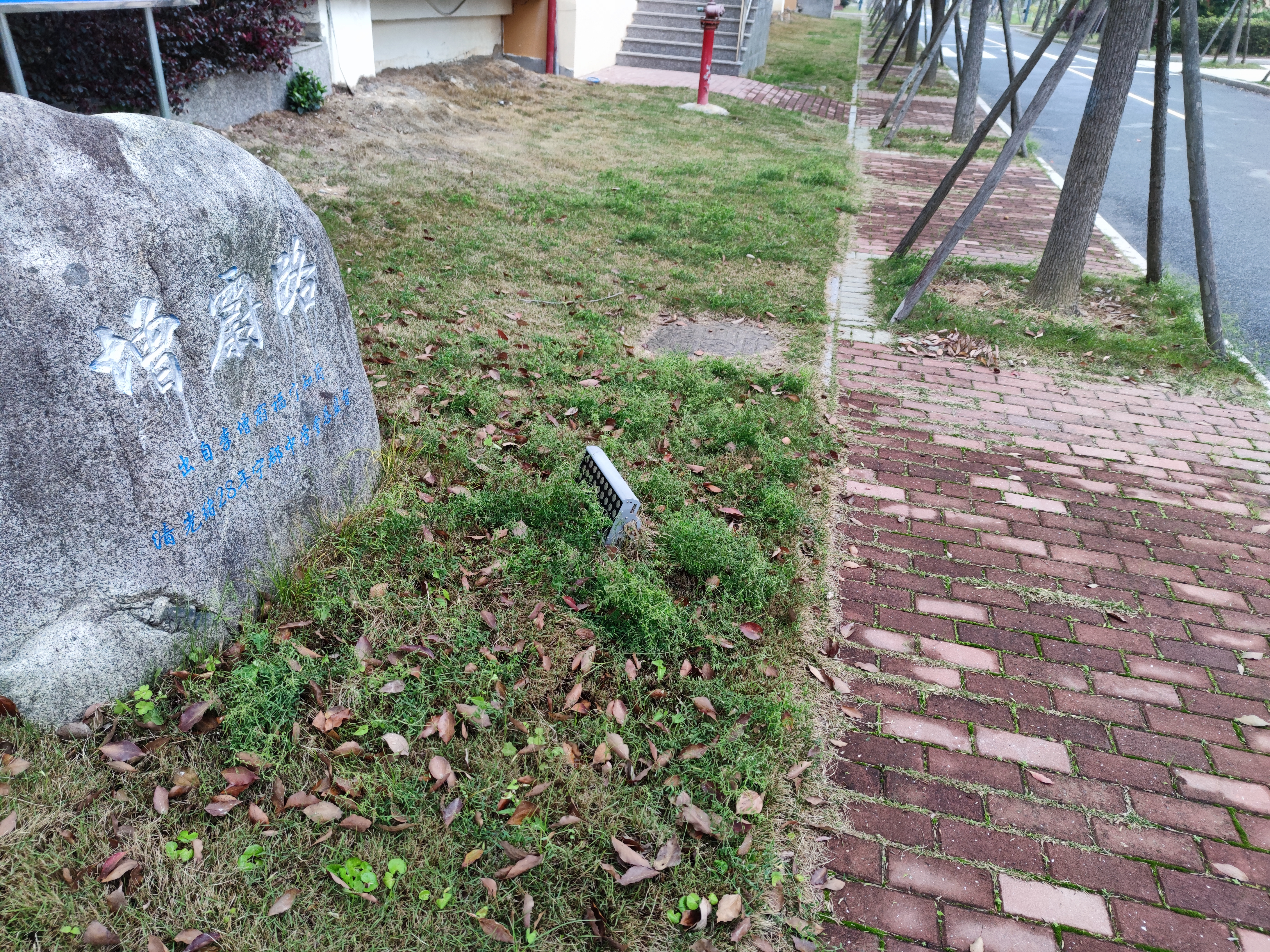
霞浦一中校园内为纪念李增霨而命名的增霨路

| 校名                                       | 职务           | 姓名   | 就任时间   | 卸任时间   | 学历                         | 籍贯     | 备注                                                                                   |
| ------------------------------------------ | -------------- | ------ | ---------- | ---------- | ---------------------------- | -------- | -------------------------------------------------------------------------------------- |
| 宁郡中学堂 （1902.10-1907）                | 总监督         | 李增霨 | 1902年10月 |            | 清进士                       | 云南蒙化 | 时任福宁府知府                                                                         |
| 宁郡中学堂 （1902.10-1907）                | 监督           | 游学诚 | 1902年     | 1908年     | 清举人                       | 福建霞浦 | 实际上的第一任校长                                                                     |
| 福宁府中学堂 （1907-1911）                 | 监督           | 王邦怀 | 1908年     |            | 清例授道衔                   | 福建霞浦 | 民国年间任福建諮議局议员、霞浦县知事                                                   |
| 福宁府中学堂 （1907-1911）                 | 监督           | 張星炳 |            |            | 清翰林                       | 河南固始 | 时任福宁府知府，霞浦一中校史载其为山东沂南人                                           |
| 福宁府中学堂 （1907-1911）                 | 监督           | 锡纶   |            |            |                              | 满洲     | 时任福宁府知府                                                                         |
| 福宁府中学堂 （1907-1911）                 | 监督           | 李樹敏 |            |            | 清进士                       | 河南信阳 | 时任福宁府知府                                                                         |
| 福宁府中学堂 （1907-1911）                 | 监督           | 钱溯时 |            |            | 清进士                       | 江苏太仓 | 时任福宁府知府，霞浦一中校史载其为直隶省人                                             |
| 福宁府中学堂 （1907-1911）                 | 监督           | 郑鸿寿 |            |            | 清監生                       |          | 时任福宁府知府                                                                         |
| 福宁府中学堂 （1907-1911）                 | 堂长           | 曹垣   | 1909年     |            | 清举人                       | 山东定陶 | 时任福宁府知府                                                                         |
| 福宁府中学堂 （1907-1911）                 | 堂长           | 王立中 |            |            | 清拔貢                       |          |                                                                                        |
| 福宁府中学堂 （1907-1911）                 | 堂长           | 智格   |            |            | 清举人                       | 满洲     | 末任福宁府知府，民国军队入境后为躲避对满人的追杀，连夜乘船逃离，清朝福宁府知府一职结束 |
| 福宁中学校 （1911.8-1916.8）               | 校长           | 张如翰 | 1911年     | 1916年     | 清举人                       | 福建福安 |                                                                                        |
| 福建省立第三中学 （1916.9-1927.2）         | 校长           | 许冠元 | 1916年秋   | 1917年4月  | 福建省优级师范学校选科       | 福建霞浦 | 因患嘴唇疔于任内逝世，年仅34岁:183                                                     |
| 福建省立第三中学 （1916.9-1927.2）         | 校长           | 周梦虞 | 1917年5月  | 1920年3月  | 清貢生                       | 福建福鼎 |                                                                                        |
| 福建省立第三中学 （1916.9-1927.2）         | 校长           | 郭梦松 | 1920年3月  | 1923年3月  | 日本早稻田大学               | 福建寿宁 | 后任中華民國制宪国大代表，第一届立法委员:197                                           |
| 福建省立第三中学 （1916.9-1927.2）         | 校长           | 高兴伟 | 1923年4月  | 1924年     | 国立北京高等师范学校         | 福建霞浦 | 因膳食管理不善，于1924年的学潮被裁撤:160                                               |
| 福建省立第三中学 （1916.9-1927.2）         | 校长           | 姜师肱 | 1924年8月  | 1927年2月  | 国立北京高等师范学校         | 福建福安 |                                                                                        |
| 福建省立第三初级中学 （1927.3-1929.2）     | 校务委员会主任 | 吴怀瑾 | 1927年     | 1929年2月  | 国立北京高等师范学校         | 福建霞浦 | 1927年校长制改为委员会制，吴怀瑾任校务执行委员会主任委员:186                           |
| 福建省立霞浦初级中学校（1929.2-1933）      | 校长           | 吴怀瑾 | 1929年2月  | 1932年     | 国立北京高等师范学校         | 福建霞浦 | 1929年恢复校长制:186                                                                   |
| 福建省立霞浦初级中学校（1929.2-1933）      | 校长           | 高兴僔 | 1932年秋   | 1933年夏   | 私立厦门大学                 | 福建霞浦 |                                                                                        |
| 简易乡村师范部 （1933-1935.8）             | 主任           | 金天锋 | 1933年     | 1935年     | 金陵大学                     | 安徽安庆 | 隶属省立三都中学，时任校长为陈毓麒                                                     |
| 霞浦县立简易乡村师范学校 （1935.9-1937.9） | 代理校长       | 徐登陛 | 1935年秋   | 1936年9月  | 福建省高等学院选科           | 福建霞浦 |                                                                                        |
| 霞浦县立简易乡村师范学校 （1935.9-1937.9） | 校长           | 刘大琨 | 1936年9月  | 1937年9月  | 大夏大学高等师范专修科       | 福建福安 |                                                                                        |
| 霞安鼎三县并立初级中学 （1937.10-1939.7）  | 校长           | 刘大琨 | 1937年10月 | 1939年6月  | 大夏大学高等师范专修科       | 福建福安 |                                                                                        |
| 霞浦县立初级中学 （1939.8-1948.8）         | 校长           | 刘大琨 | 1939年8月  | 1940年7月  | 大夏大学高等师范专修科       | 福建福安 |                                                                                        |
| 霞浦县立初级中学 （1939.8-1948.8）         | 校长           | 林俊卿 | 1940年7月  | 1941年12月 | 福建省大学文学系             | 福建福州 |                                                                                        |
| 霞浦县立初级中学 （1939.8-1948.8）         | 校长           | 吴佩莹 | 1942年2月  | 1945年7月  | 厦门大学                     | 福建霞浦 |                                                                                        |
| 霞浦县立初级中学 （1939.8-1948.8）         | 校长           | 邓应增 | 1945年7月  | 1946年7月  | 福建协和大学                 | 福建福州 |                                                                                        |
| 霞浦县立初级中学 （1939.8-1948.8）         | 校长           | 何士宽 | 1946年8月  | 1948年8月  | 厦门大学                     | 福建霞浦 |                                                                                        |
| 霞浦县立中学 （1948.9-1949.8）             | 校长           | 何士宽 | 1948年9月  | 1949年6月  | 厦门大学                     | 福建霞浦 |                                                                                        |
| 霞浦县中学 （1949.9-1958.2）               | 校长           | 邱继仁 | 1949年9月  | 1952年9月  | 厦门大学教育系               | 福建霞浦 |                                                                                        |
| 霞浦县中学 （1949.9-1958.2）               | 副校长         | 陳善鋐 | 1952年9月  | 1955年3月  | 大夏大学教育系               | 江苏南京 |                                                                                        |
| 霞浦县中学 （1949.9-1958.2）               | 副校长         | 陈达夫 | 1955年3月  | 1958年2月  | 上海私立东吴大学法学院法律系 | 浙江定海 |                                                                                        |
| 福建省霞浦第一中学 （1958.2至今）          | 校长           | 王旭   | 1958年2月  | 1958年10月 |                              | 山西左权 |                                                                                        |
| 福建省霞浦第一中学 （1958.2至今）          | 校长           | 常博厚 | 1958年10月 | 1968年7月  | 山西垣曲中学                 | 山西垣曲 |                                                                                        |
| 福建省霞浦第一中学 （1958.2至今）          | 革委会主任     | 朱雷夏 | 1968年8月  | 1972年5月  |                              |          | 文化大革命时期驻校的军代表                                                             |
| 福建省霞浦第一中学 （1958.2至今）          | 革委会主任     | 詹其道 | 1972年5月  | 1978年9月  | 福安师范专科学校             |          | 文化大革命时期驻校的军代表                                                             |
| 福建省霞浦第一中学 （1958.2至今）          | 校长           | 詹其道 | 1978年9月  | 1979年9月  | 福安师范专科学校             |          |                                                                                        |
| 福建省霞浦第一中学 （1958.2至今）          | 校长           | 吴国瑞 | 1979年9月  | 1981年1月  |                              | 江苏南通 |                                                                                        |
| 福建省霞浦第一中学 （1958.2至今）          | 校长           | 林家武 | 1981年2月  | 1988年7月  | 福建学院法律系               | 福建霞浦 |                                                                                        |
| 福建省霞浦第一中学 （1958.2至今）          | 校长           | 林振榕 | 1988年8月  | 1991年2月  | 福建师范学院政教系           | 福建闽侯 |                                                                                        |
| 福建省霞浦第一中学 （1958.2至今）          | 校长           | 毛厚达 | 1991年2月  | 1992年4月  | 福建师范大学                 | 福建福清 |                                                                                        |
| 福建省霞浦第一中学 （1958.2至今）          | 校长           | 郑玉荣 | 1992年4月  | 1997年7月  | 福安师范专科学校化学专科     | 福建霞浦 |                                                                                        |
| 福建省霞浦第一中学 （1958.2至今）          | 校长           | 胡屏辉 | 1997年8月  | 2002年8月  | 宁德师范专科学校物理科       | 福建屏南 |                                                                                        |
| 福建省霞浦第一中学 （1958.2至今）          | 校长           | 苏韩   | 2002年8月  | 2008年8月  | 福建林学院林学系             | 福建霞浦 |                                                                                        |
| 福建省霞浦第一中学 （1958.2至今）          | 校长           | 林进禄 | 2008年8月  | 2012年1月  | 宁德师范专科学校             | 福建霞浦 |                                                                                        |
| 福建省霞浦第一中学 （1958.2至今）          | 校长           | 林斌   | 2012年2月  | 2023年10月 | 福建师范大学化学系           | 福建霞浦 | 兼任霞浦县教育局副局长                                                                 |
| 福建省霞浦第一中学 （1958.2至今）          | 校长           | 林雄星 | 2023年10月 | 现任       |                              | 福建霞浦 |                                                                                        |

1. ↑  原资料为此，可能指福建省高等师范学院。
2. ↑  原资料为此，可能指私立福建大学。
3. ↑  校史描述为“恒曲中学”

未填写表示资料暂缺。

## 著名校友
- 杜星垣，中国共产党早期人物，曾任中华人民共和国国务院秘书长

- 黄寿祺，中国易学专家

- 游寿，中国书法家、考古学家

- 郑立中，曾任中共中央候补委员